# Stéphane Dugast
 (octobre 2018).
 (décembre 2018).
Pour les articles homonymes, voir Dugast.

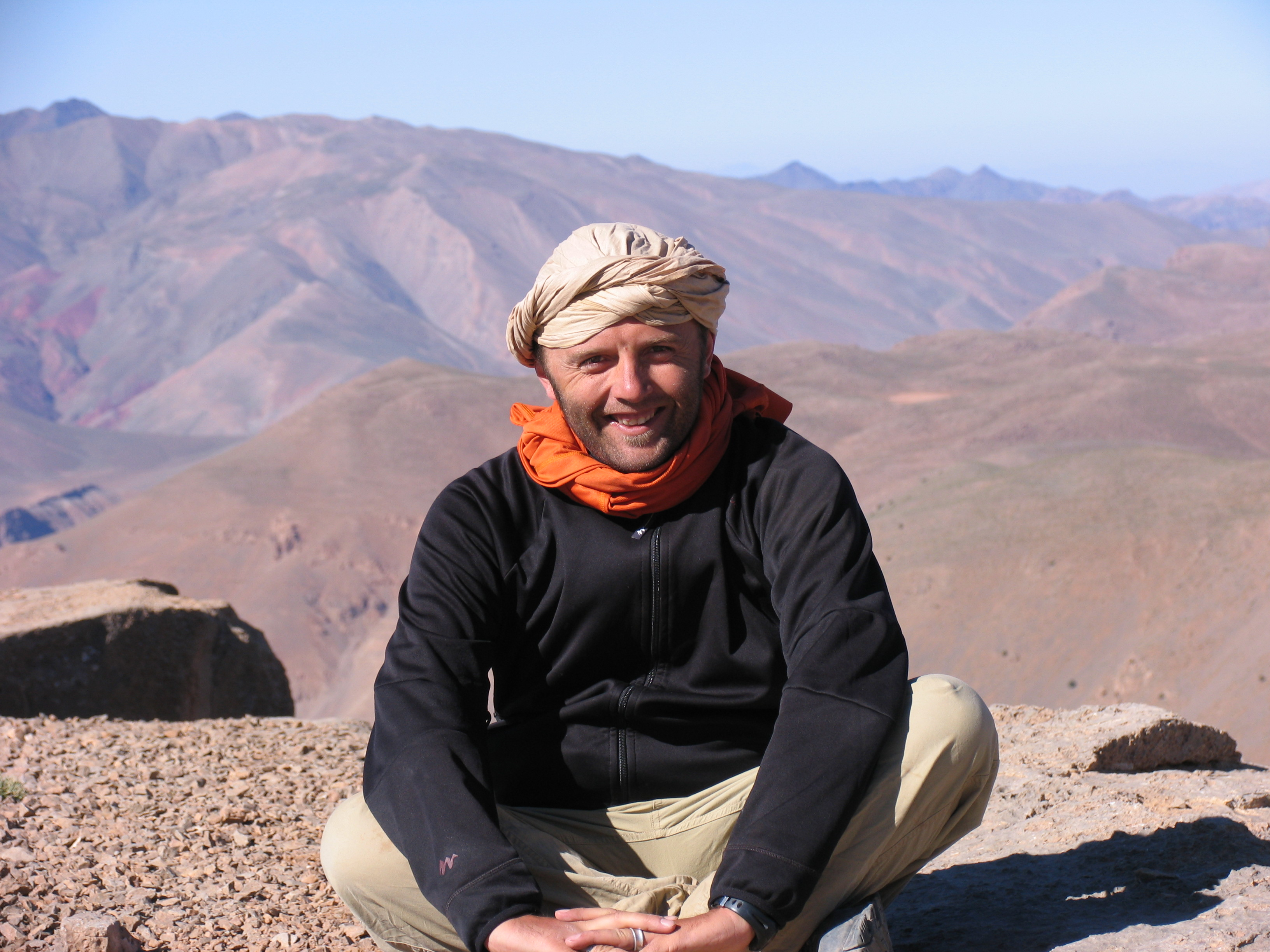
Trekking dans le Haut-Atlas (Maroc).

Expédition en Arctique.

Stéphane Dugast, né le 16 mai 1974 à Nantes, est un écrivain, auteur, réalisateur de documentaires et reporter français ainsi que secrétaire général de la Société des explorateurs français. 

## Biographie
Né le 16 mai 1974 à Nantes en Loire-Atlantique, Stéphane Dugast voyage initialement sur les bords de Loire et du sillon de Bretagne. Il s'oriente vers les métiers de la communication, après des études en sciences économiques à la faculté de Nantes et en marketing à l'IAE de Lille. En 1995, il part étudier en Irlande le marketing international au Waterford Régional Technical College (en) (WRTC) dans le cadre du programme européen Erasmus. De retour à Lille en 1996, il découvre l'univers des médias à Radio France Fréquence Nord et co-anime une émission avec Eric Dupuich. Il décide ensuite de se consacrer au journalisme pour en faire son métier. 
En 1999, il effectue son service militaire dans la Marine nationale à Paris comme rédacteur au sein de l'hebdomadaire Cols Bleus, le magazine de la Marine nationale, et au grade de matelot de deuxième classe sans spécialité, en étant longtemps au sein de la rédaction l'unique reporter. Il est le rédacteur-en-chef entre 2015 et 2017. En parallèle, il réalise des chroniques pour différents sites web alors naissants, dans les domaines notamment de la culture et du cinéma.
À partir des années 2000, Stéphane Dugast réalise des reportages divers en immersion, dans les embarquements, dans les espaces sauvages et les univers polaires.  
Reporter free-lance, il collabore depuis à différents titres de la presse magazine, dont Le Figaro Magazine, Géo ou la revue Relief, la revue Bouts du Monde ou encore la revue Long Cours. 
Il réalise également des films documentaires pour la télévision. 
Il a finalisé, durant l'automne 2011, son premier webdocumentaire : R97 La Jeanne / Ultime Embarquement, en ligne sur le site web du groupe de presse Le Télégramme et sur le site web de l'hebdomadaire L'Express.
Il est aussi l'auteur de nombreux ouvrages. Depuis 2007, il est également le créateur et l'animateur du blog Embarquements. 
Durant l'été 2016 et 2015, il a aussi été chroniqueur de l'émission Le temps d'un bivouac sur France Inter. Il est d'ailleurs régulièrement invité sur les plateaux TV (France 3, TV5 Monde) ou radio (France Inter, RFI, Europe 1, RTL) pour parler d'explorations, d'aventures et d'immersions en tous genres.[pertinence contestée]
Il est depuis 2015 le secrétaire général de la Société des explorateurs français.

## Publications
- Îles funestes ? Îles Bienheureuses ? (récit Clipperton, l'île mystérieuse), Transboréal (éditions), 2004, collectif.
- Carnets d'expéditions (récit Dans les pas de Paul-Émile Victor), Presses de la Renaissance, 2007, collectif.
- Dans les pas de Paul-Émile Victor. Vers un réchauffement climatique ?, en collaboration avec Xavier Desmier et Paul-Émile Victor (photographie), Michel Lafon, 2007, livre illustré.
- Porte-hélicoptères R97 Jeanne d'Arc[17], en collaboration avec Christophe Géral (photographie), Éditions du Chêne - E/P/A, 2009, livre illustré.
- Zerac - La mer sur le vif (récit Clipperton, « mon » île mystérieuse), L'Elocoquent, 2011, collectif.
- Sur la Route 66 - Carnets de voyage, en collaboration avec Christophe Géral (photographie), Éditions de la Martinière, 2011, livre illustré.
- Sorties de table (récit Tanna la volcanique), L'Elocoquent, 2012, collectif.
- Paul-Émile Victor - J'ai toujours vécu demain, en collaboration avec Daphné Victor, Robert Laffont, 2015, biographie.
- Ils ont fait Erasmus : 30 portraits, 30 ans de découvertes et d'échanges, en collaboration avec Isabelle Maradan, Éditions de la Martinière, 2017, livre illustré.
- 100 ans d'exploration, sous la direction de Christian Clot, Glénat, 2017, livre illustré. Textes additionnels.
- L'Astrolabe, le passeur de l'Antarctique, en collaboration avec Daphné Buiron, Éditions du Chêne - E/P/A, 2017, livre illustré.
- Sur la Route 66 - Carnets de voyage, en collaboration avec Christophe Géral (photographie), Éditions Points, 2018, récit, ré-édition poche.
- Aviation sans frontières, les ailes de l'humanitaire, en collaboration avec Zeppelin (photographie), Éditions de la Martinière, 2018, livre illustré.

## Filmographie
- 2002 : Députés en Guadeloupe, France Ô, magazine (4 épisodes de 8 minutes), auteur-réalisateur
- 2002 : Députés en Guadeloupe, France Ô et LCP-AN, documentaire, 52 minutes, auteur-réalisateur
- 2003 : Sur Clipperton avec Jean-Louis Etienne, France 3, magazine, 26 minutes, auteur-réalisateur
- 2003 : Clipperton, l'île mystérieuse, France Ô, documentaire, 52 minutes, auteur-réalisateur
- 2007 : Dans les pas de Paul-Emile Victor, l'aventure polaire, Voyage et TV5 Monde, documentaire, 52 minutes, auteur-réalisateur
- 2009 : Les Matelots de la flotte, Marine nationale française, institutionnel (10 épisodes de 6 minutes), auteur-réalisateur
- 2011 : Ultime embarquement sur la Jeanne, TV Rennes, documentaire, 52 minutes, auteur-réalisateur
- 2012 : Pierre Schoendoerffer, là-haut, au-dessus des nuages, Marine nationale française, magazine, 6 minutes, auteur-réalisateur
- 2012 : R97 La Jeanne d'Arc - Ultime embarquement, Le Télégramme, L'Express, webdocumentaire, auteur-réalisateur
- 2017 : Sur les sentiers du Kailash, la montagne sacrée, Voyage, documentaire, 52 minutes, co-auteur (commentaires)
- 2018 : Maurice Thiney ou la fureur de vivre, documentaire, 52 minutes, auteur-réalisateur
- 2019 : Paul-Emile Victor, j'ai horreur du froid, Ushuaïa TV et France Ô, documentaire, 52 minutes, auteur-réalisateur

## Récompenses
Stéphane Dugast se voit récompenser pour son travail en :
- 2007 : Prix du Beau-Livre du Salon du livre insulaire de Ouessant, Prix du Beau-Livre du festival Livre et Mer de Concarneau pour l'ouvrage Dans les pas de Paul-Émile Victor - vers un réchauffement climatique ? ;
- 2007 : Prix du jeune réalisateur lors du festival international les Écrans de l'Aventure à Dijon pour le documentaire Dans les pas de Paul-Émile Victor, l'aventure polaire ;
- 2010 : Prix du Beau-Livre de l'Académie de Marine pour l'ouvrage La Jeanne d'Arc, porte-hélicoptères R97  ;
- 2012 : 1er Prix du jury et du 2e prix du jury jeunes du 21e festival du film militaire d'Antibes Juan-Les-Pins pour le film Pierre Schoendoerffer, là-haut, au-dessus des nuages ;
- 2012 : Prix Eric Tabarly et du prix de l'encre Marine pour l'ouvrage Zéraq - la mer sur le vif  ;
- 2016 : Prix Eric Tabarly[19] pour l'ouvrage Paul-Émile Victor - J'ai toujours vécu demain  ;
- 2018 : Prix Thomas Allix de la Société de Géographie - Société des explorateurs français, Prix des Thermes marins du festival Étonnants Voyageurs, et Prix du Beau-Livre du festival Livre et Mer de Concarneau pour l'ouvrage L'Astrolabe, le passeur de l'Antarctique.